# Flaga Azorów
Flaga Azorów – jeden z symboli portugalskiego regionu autonomicznego Azory.

## Historia i symbolika
Flaga Azorów ma barwy flagi portugalskiej z lat 1830–1911. Obecna wersja została przyjęta 10 kwietnia 1979 r.
W kantonie jest tarcza herbu Portugalii. Jastrząb gołębiarz (port. açor) nawiązuje do nazwy wysp. Gwiazdy symbolizują dziewięć wysp: Corvo, Faial, Flores, Graciosa, Pico, Santa Maria, São Jorge, São Miguel i Terceira.